# 包頭東駅
包頭東駅（ほうとうひがしえき、モンゴル語：ᠪᠣᠭᠣᠳᠣ
ᠵᠡᠭᠦᠨ
ᠥᠷᠲᠡᠭᠡ　転写：Buɣutu jegün ortege）は中華人民共和国内モンゴル自治区包頭市東河区にある中国国鉄フフホト鉄路局が管轄する駅である。

## 駅構造
単式ホーム、島式ホーム3面5線を持つ地上駅である。

## 所属路線
- 中国国鉄
  - 京包線：北京駅起点から792km、北京西駅から816km、包頭駅終点まで16km
  - 集包線：集寧南駅起点から292km、包頭駅終点まで16km
  - 包石線：本駅が起点、石拐駅終点まで38km
  - 包白線：本駅が起点、包頭駅まで京包線と共用、包頭西駅まで包蘭線と共用、バヤンオボ駅終点まで175km

## 利用状況
本駅は各所属路線の旅客、貨物を扱う一等駅で、各種別を含め2010年3月現在、毎日50本余りの旅客列車が発着する。

## 歴史
- 1923年1月 - 京綏線（後の京包線）の開通に伴い包頭駅として開業した[2]。
- 1934年 - 正式な駅舎を建てた[3]。
- 1946年 - 駅が拡張され、総面積が1660平方メートルとなった[3]。
- 1958年1月 - 包頭駅から包頭東駅に改名した[3]。
- 1959年6月 - 苕潭駅が包頭駅に改名した[3]。
- 1975年5月 - 一等駅となった。

## 隣の駅
中国国鉄
京包線
古城湾駅 - 包頭東駅 - 万水泉駅
集包線
南園村駅 - 包頭東駅 - 包頭駅
包白線
包頭東駅 - 万水泉駅
包石線
包頭東駅 - 二道沙河駅